# ビッグバウンス
ビッグバウンス（Big Bounce）とは、宇宙の起源について仮定された宇宙論的モデルである。もともとは、最初の宇宙的事象は前の宇宙の崩壊の結果であるというビッグバンの周期的モデル、あるいは振動宇宙論的解釈の一段階として提案された。1980年代初頭には、宇宙の大規模な構造を明らかにする観測技術の進歩によって生じた地平線問題の解決策としてインフレーション理論が台頭して後、本格的な検討から遠ざかっていた。2000年代初頭には、インフレーションはその様々な変数がどのような観測にも適合するように調整可能であるという点で、問題含みであり反証不可能であるため、インフレーション理論によって観測可能な宇宙の特性が偶然の産物であることが、何人かの理論家によって発見された。ビッグバウンスを含む代替的なヴィジョンは、地平線問題に対する、予測可能であり、かつ、反証可能で有望な解決策を提供する可能性があり、2017年現在、活発な研究が行われている。

## 拡大と収縮
ビッグバウンスの概念では、ビッグバンは収縮期に続く拡大期の始まりと考えられている。この見解では、ビッグクランチの後にビッグバン、あるいは、より簡単に言えば、ビッグバウンスが続くと言うことができる。このことは、私たち生命は無限に続く宇宙に存在している可能性があることを示唆している。逆に現在の宇宙が最初のバウンスである可能性もある。しかし、「バウンスとバウンスの間」のインターバル期の条件が全く偶発的なものと考えた場合、そのようなあり得る可能性の列挙は無意味なものになるかもしれない。なぜなら、そのような永劫回帰が独立かつ未分化であれば、その条件は、それぞれの瞬間における時間の特異点を表す可能性があるからである。
ビッグバウンスの量子論の背後にある主な考え方は、密度が無限大に近づくにつれて、量子泡の振る舞いが変化するというものである。真空中の光速を含む、いわゆる「基礎物理定数」はすべて、ビッグクランチの間は一定である必要はない。特に、変曲点にまたがっているか、またはひとまとめになっている、測定が不可能な時間間隔よりも小さい時間間隔（プランク時間の1単位、約10−43秒）では、一定である必要はない。

## 歴史
ビッグバウンスモデルは、Willem de Sitter、Carl Friedrich von Weizsäcker、George McVittie、George Gamowなどの宇宙学者によって、主に（モデルの）美的根拠に基づいて支持された（彼は「物理的な観点から、我々は崩壊前の期間について完全に忘れなければならない」と強調した）。
1980年代初頭までに、観測宇宙論の精度と範囲が向上したことで、宇宙の大規模な構造が平坦で均質で等方的であることが明らかになった。そして、宇宙の遠く離れた領域が、光のような通信をしていなくても本質的に同じ性質を持っていることを説明する必要があることが認識されるようになった。その解決策として、初期宇宙の空間が指数関数的に膨張している期間が提案され、それがインフレーション理論として知られるようになった。短期間のインフレ期を経て、宇宙は膨張を続けているが、その速度はそれほど速くない。
インフレーション理論の様々な定式化とその詳細な意味合いは、理論研究の強い対象となった。説得力のある代替案がない場合には、インフレーションが地平線問題の主要な解決策となった。2000年代初頭には、インフレーションは、その様々な変数がどのような観測にも適合するように調整できるという点で、問題があり、また反証不可能であることが一部の理論家によって発見された（これは微調整問題として知られている状況である）。さらに、インフレーションは必然的に永続的であることが判明し、観測可能な宇宙の性質が偶然の問題であるように、典型的には異なる性質を持つ無限の異なる宇宙を生み出すことになった。 ビッグバウンスを含む代替概念は、地平線問題に対する、予測可能であり、かつ反証可能性のある解決策として構想され、2017年現在、活発な研究が行われている。
「ビッグバウンス」という言葉が科学文献に登場したのは1987年で、Wolfgang PriesterとHans-Joachim Blomeによる『Stern und Weltraum』（ドイツ語）の中の一対の記事のタイトルで初めて使われた。 1988年には、ロシア語の本の英訳版であるIosif Rozentalの『Big Bang, Big Bounce』（原題は異なる）で、また1991年には『Astronomy and Astrophysics』（天文学・天体物理学）のPriesterとBlomeの論文（英語）で再び登場した。(このフレーズは、1965年にPenziasとWilsonが宇宙マイクロ波背景を発見したことでビッグバンモデルに対する世間の認識が高まった直後の1969年に、エルモア・レナードが書いた小説のタイトルとして生まれたようである)。
初期宇宙にビッグバウンスが存在したという考えは、ループ量子重力理論に基づいた研究で多様な支持を得ている。ループ量子重力理論の一分野であるループ量子宇宙論では、ペンシルバニア州立大学のAbhay Ashtekar、Tomasz Pawlowski、Parampreet Singhによって、2006年2月に等方的・均質モデルに対してビッグバウンスが初めて発見された 。 この結果は、異なるグループによって他の様々なモデルにも一般化され、空間曲率、宇宙定数、異方性、Fock量子化された不均一性などの場合も含まれている。
ペンシルバニア州立大学の物理学の助教授であるMartin Bojowaldは、2007年7月にループ量子重力に関連した研究の詳細を発表したが、これはビッグバン以前の時間を数学的に解くと主張するもので、振動宇宙理論やビッグバウンス理論に新たな重要性を与えることになる。
ビッグバン理論の主な問題点の一つは、ビッグバンの瞬間に、体積がゼロでエネルギーが無限の特異点が存在するということである。これは通常、私たちが知っている物理学の終わりと解釈されている。このため、量子効果が重要になり、特異点を回避することが期待されているのである。しかし、ループ量子宇宙論の研究では、以前に存在していた宇宙が崩壊し、特異点ではなく、その前の時点で重力の量子効果が強く反発し、宇宙が跳ね返って新たな分岐を形成していることを示したとされている。この崩壊と跳ね返りの間、進展は統一的である。
また、Bojowaldは、我々を形成するために崩壊した宇宙のいくつかの性質も決定できると主張している。以前の宇宙のいくつかの性質は、ある種の不確定性原理のために、しかし、決定できない。この結果は、不確定性原理に由来するゆらぎの制限のために、バウンスの間の相対的なゆらぎの変化に強い制約があることを示す異なるグループによって議論されてきた。
ループ量子重力からのビッグバウンスの存在はまだ証明されていないが、ループ量子宇宙論においては、その主要な特徴の頑健性は、正確な結果や高性能計算機を用いた数値シミュレーションを用いたいくつかの研究で確認されている。
2003年、Peter Lyndsは、時間が周期的である新しい宇宙論モデルを提唱した。彼の理論では、宇宙は最終的に膨張を止めて収縮する。特異点になる前に、ホーキング博士のブラックホール理論で予測されているように、宇宙は跳ね返る。Lyndsは、特異点になると熱力学の第二法則に違反すると主張し、こうなると特異点に縛られることから宇宙は停止してしまう。ビッグクランチは、新しいビッグバンによって回避されるだろう。Lyndsは、宇宙の正確に同じ歴史が各サイクルで永遠に繰り返されることを示唆している。一部の批評家は、宇宙は周期的であるかもしれないが、歴史はすべて異なっているだろうと主張している。 Lyndsの理論は、その哲学的考察を裏付けるべき数理モデルが欠けているために主流ではない。。
2006年には、ビッグバン宇宙論にループ量子重力理論の技術を適用することで、周期的でなくても跳ね返るようになることが提案された。
2010年、ロジャー・ペンローズは一般相対性理論に基づいた理論を展開し、これを「共形サイクリック宇宙論」と名付けた。この理論では、宇宙はすべての物質が崩壊し、最終的に光に変わるまで膨張すると説明している。宇宙には何もそれに関連した時間スケールや距離スケールを持たないので、ビッグバンと同一になり、その結果、次のビッグバンになるビッグクランチのようなものが発生し、次のサイクルを永続させる。
2011年、Nikodem Popławskiは、Einstein-Cartan-Sciama-Kibble重力理論において、非特異的なビッグバウンスが自然に現れることを示した。 この理論は、アフィン接続の対称性の制約を取り除き、その反対称部分である捩率テンソルを動的変数とみなすことで、一般相対性理論を拡張している。捩率とディラック・スピナーの間の最小の結合は、非常に高い密度のフェルミ粒子性物質において著しいスピン-スピン相互作用を発生させる。このような相互作用は、非物理的なビッグバンの特異点を回避し、宇宙が収縮する前の有限の最小スケールファクタでの先端様の跳ね返りに置き換える。このシナリオはまた、現在の宇宙が最大のスケールでは空間的に平坦で均質で等方的に見える理由を説明しており、宇宙インフレ－ションに代わる物理的な選択肢を提供している。
2012年には、標準的なアインシュタイン重力の枠組みの中で、非特異的ビッグバウンスの新しい理論が成功裏に構築された 。この理論はmatter bounceとエキピロティック宇宙論の成果を統合している。特に，均質で等方的な背景宇宙論的解が異方性応力の成長に対して不安定になるという有名な BKL の不安定性は，この理論で解決されている．さらに、物質収縮に起因する曲率摂動は、ほぼスケール不変の原始パワースペクトルを形成することができ、宇宙マイクロ波背景放射(CMB)観測を説明するための一貫したメカニズムを提供することができる。
いくつかの情報源は、ULAS J1342+0928のような、ビッグバン後すぐに発生したとは説明し難い大きなサイズの遠方の超巨大ブラックホールは、ビッグバウンスの証拠であり、これらの超巨大ブラックホールはビッグバウンスの前に形成されていた可能性があると主張している。